# Ōtaki (Nagano)
Ōtaki (王滝村?) è una villaggio giapponese della prefettura di Nagano.